# Ararat Mirzoian
Ararat Mirzoyan (arménien : Արարատ Միրզոյան), né le 23 novembre 1979 à Erevan, est un homme politique arménien et ministre des Affaires étrangères.

## Carrière
Fervent opposant à Serge Sarkissian, Mirzoyan a joué un rôle déterminant dans la révolution arménienne de velours de 2018 contre la transition de Sarkissian de président à Premier ministre. Notamment, le 11 avril 2018, il a allumé des torches de fumée lors d'un discours à l'Assemblée nationale pour attirer l'attention sur les manifestations prévues, qui ont finalement abouti à la démission de Sarkissian.
10 novembre 2020, des manifestants ont saisi le bâtiment du Parlement et ont tiré Mirzoyan d'une voiture, exigeant de savoir où se trouvait le Premier ministre Nikol Pachinian, qui a annoncé un traité de paix avec l'Azerbaïdjan quelques heures plus tôt pour mettre fin à la guerre du Haut-Karabakh. En présence de son enfant, Mirzoyan a été sévèrement battu par une foule et a ensuite été emmené à l'hôpital, où il a subi une intervention chirurgicale et aurait été en bon état.
Le 19 août 2021, il est nommé ministre des Affaires étrangères dans le troisième gouvernement de Nikol Pachinian, succédant à un mois d'intérim d'Armen Grigorian.